# Sänken
Sänken är en ö i Finland. Den ligger i Skärgårdshavet och i kommunen Pargas i den ekonomiska regionen  Åboland i landskapet Egentliga Finland, i den sydvästra delen av landet. Ön ligger omkring 45 kilometer väster om Åbo och omkring 190 kilometer väster om Helsingfors.
Öns area är 0,8 hektar och dess största längd är 170 meter i sydöst-nordvästlig riktning. Runt Sänken är det mycket glesbefolkat, med 7 invånare per kvadratkilometer. Närmaste större samhälle är Korpo, 17,2 km söder om Sänken.